# 维斯克
维斯克（法語：Wisques，法語發音：[wisk]）是法国上法蘭西大區加来海峡省的一个市镇，属于圣奥梅尔区。

## 地理
维斯克（50°43'25"N, 2°11'32"E）面积3.74 平方千米，位于法国上法蘭西大區加来海峡省，该省份为法国北部沿海省份，西北濒北海，南至索姆省，东临北部省。
与维斯克接壤的市镇（或旧市镇、城区）包括：埃凯尔德、阿利讷、勒兰冈、隆格内斯、塞克、维泽讷、圣马丹莱塔坦盖姆。

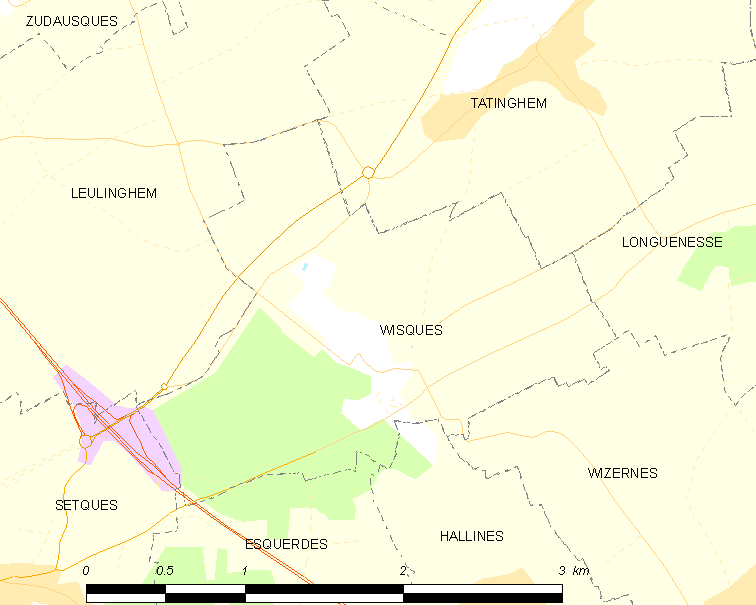
维斯克的OSM定位图

维斯克的时区为UTC+01:00、UTC+02:00（夏令时）。

## 行政
维斯克的邮政编码为62219，INSEE市镇编码为62898。

## 政治
维斯克所属的省级选区为兰布尔县。

## 人口

1962-2008年间维斯克人口变化图示

维斯克于2022年1月1日时的人口数量为223人。